# 김일병과 이쁜이
"김일병과 이쁜이"는 1973년 공개된 대한민국의 영화이다.

## 배역
- 김희라
- 나오미
- 장혁